# Каменушка (Новосибірська область)
Каменушка (рос. Каменушка) — селище у Новосибірському районі Новосибірської області Російської Федерації.
Входить до складу муніципального утворення Баришевська сільрада. Населення становить 83 особи (2010).

## Історія
Згідно із законом від 2 червня 2004 року органом місцевого самоврядування є Баришевська сільрада.

## Населення
| 2002 | 2007 | 2010 |
| ---- | ---- | ---- |
| 72   | ↗84  | ↘83  |